# A Franga Preta

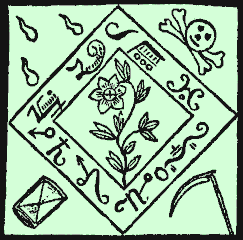
Esta é a concepção de um amuleto, vem do grimório, A Franga Preta (The Black Pullet). De acordo com as instruções que você deveria pronunciar em cima do cetim preto, e dizer as seguintes palavras: "Nades, Suradis, Maniner", e um Gênio irá aparecer; se disser ao Gênio: "Sader, Prostas, Solaster", o Gênio irá trazer-lhe o seu verdadeiro amor. Diga "Mammes, Laher" quando você se cansar dela.

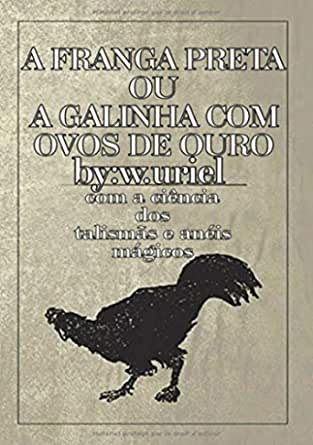
Em uma versão se lê: A FRANGA PRETA OU A GALINHA COM OVOS DE OURO

A Franga Preta (La Poule Noire) é um grimório que se propõe a ensinar a ciência de "talismãs mágicos e anéis", incluindo a arte da Necromancia e Kabbalah. Acredita-se ter sido escrito no século XVIII, por um oficial anônimo francês, que serviu no exército de Napoleão. O texto toma a forma de uma narrativa, que centra-se num oficial francês durante a expedição Egípcia, liderada por Napoleão (aqui referido como o "gênio"), quando sua unidade são subitamente atacados por soldados Árabes (Beduínos). O oficial francês, consegue escapar do ataque, mas é o único sobrevivente. Um velho turco, aparece de repente das pirâmides, e leva o oficial francês em um lugar secreto, dentro de uma das pirâmides. Ele cuidou de seus ferimentos e partilhou com ele, os ensinamentos mágicos de manuscritos antigos que escaparam da "queima da biblioteca de Ptolomeu".
O próprio livro contém informações sobre a criação de certas propriedades mágicas, tais como anéis, talismãs, amuletos e da própria Franga Preta. O livro também ensina ao leitor, como dominar os poderes extraordinários destas propriedades mágicas. Talvez a mais interessante propriedade mágica no livro, é o poder de produzir a franga preta, também conhecida como a Galinha dos ovos de ouro. O Grimório alega que, a pessoa que entende e alcança o poder de instruir a Franga Preta, pode ganhar riqueza ilimitada[carece de fontes?]. A noção de posse como um fim lucrativo, tem sido refletido em todas as histórias, desde fábulas, contos de fadas e folclores.